# Oligochaeta
Sous-classe
Les Oligochaeta (oligochètes) sont une sous-classe de vers de l'embranchement des annélides. 

## Caractéristiques
Il s'agit de vers au corps métamérisé, et dont les segments portent chacun quatre paires de soies (baguettes chitineuses, structures rigides non cellulaires, non fixées sur des parapodes) : deux ventrales et deux latéro-ventrales. Elles permettent la reptation de l'animal sur le substrat.
Le prostomium (la tête) de ces vers est moins développé que ceux des annélides polychètes, puisqu'il ne contient ni yeux ni organes sensoriels. C'est un exemple d'évolution régressive. Ils possèdent un caractère dérivé, le clitellum ; c'est une série de segments antérieurs plus développés formant un anneau et permettant le maintien des deux partenaires lors de la reproduction. Il s'agit d'animaux d'eau douce ou terrestre, tous les milieux de vie ont été colonisés par ce groupe. Ils se retrouvent aussi dans le substrat du fond des rivières ou dans la terre. Certaines espèces se retrouvent également dans les sédiments des milieux marins côtiers.
Dans le cas de la reproduction sexuée, ils sont  généralement dits hermaphrodites (cas du lombric) et la reproduction asexuée est clonale.
Quelques exemples : le lombric (ou ver de terre), le tubifex.

## Étymologie
Le terme Oligochaeta dérive du grec ancien ὀλίγος, oligos, « peu abondant », et χαίτη, khaítē, « soie, poil, cheveu ». 

## Liste des ordres
| Selon World Register of Marine Species (16 mai 2022) : - ordre Capilloventrida Timm in Schmelz, Erséus, Martin, van Haaren & Timm, 2021 - ordre Crassiclitellata Jamieson, 1988 - ordre Enchytraeida Kasprzak, 1984 - ordre Haplotaxida Brinkhurst, 1971 (dont les lombrics) - ordre Lumbriculida Brinkhurst, 1971 - ordre Randiellida Jamieson, 1988 - ordre Tubificida Jamieson, 1978 - famille Moniligastridae Claus, 1880 - autres Oligochaeta incertae sedis | Selon BioLib (16 mai 2022) : - sous-classe Diplotesticulata Yamaguchi, 1953 - super-ordre Haplotaxidea - ordre Haplotaxida Brinkhurst, 1971 - super-ordre Megadrili Benham, 1890 - ordre Opisthopora Michaelsen, 1930 - sous-classe Lumbriculata Jamieson, 1988 - ordre Lumbriculida Brinkhurst, 1971 - sous-classe Tubificata Jamieson, 1988 - ordre Tubificida Jamieson, 1978 - ordre Capilloventrida Timm in Schmelz, Erséus, Martin, van Haaren & Timm, 2021 - ordre Moniligastrida |

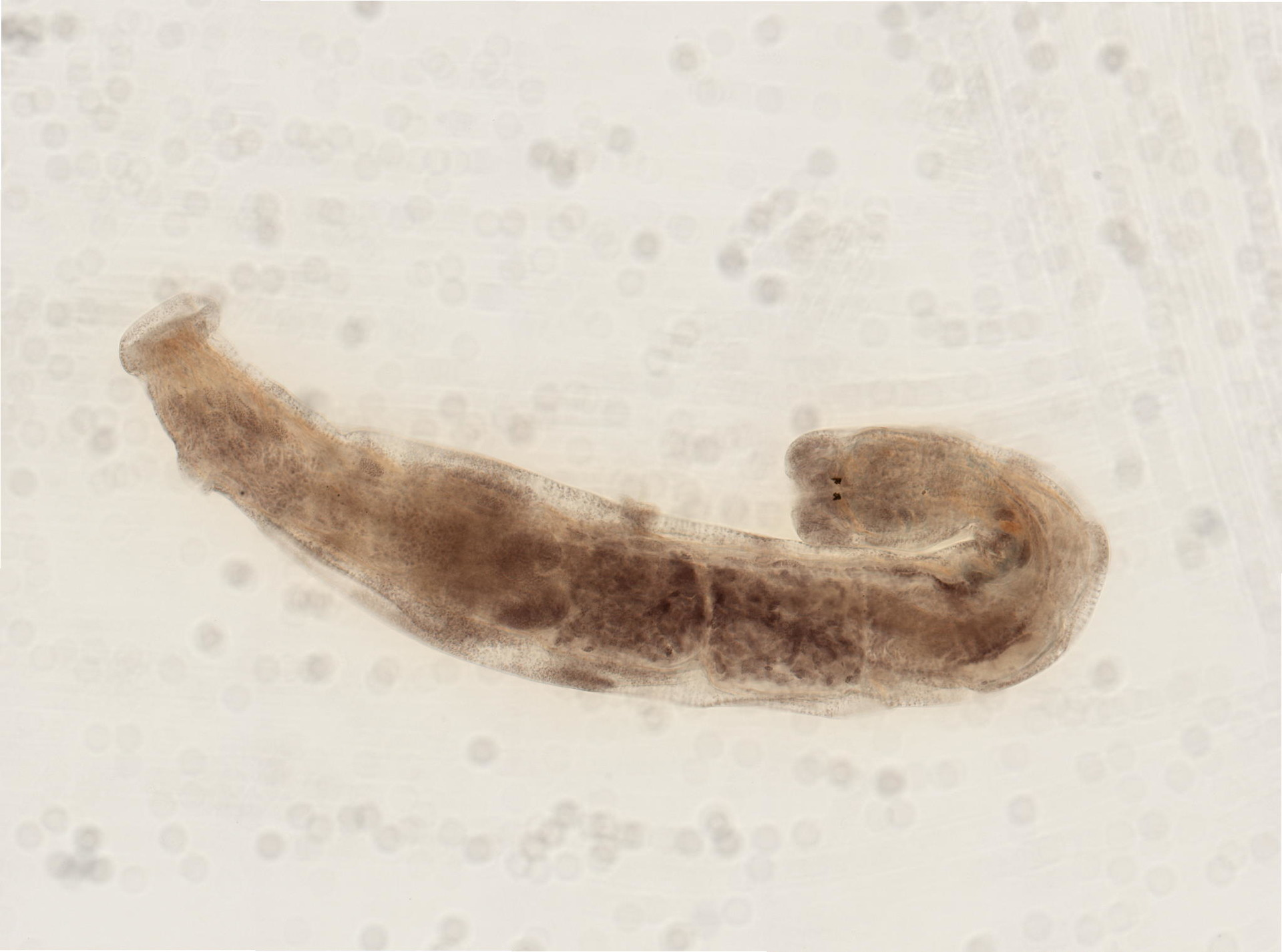
Cambarincola vitreus (Branchiobdellida)
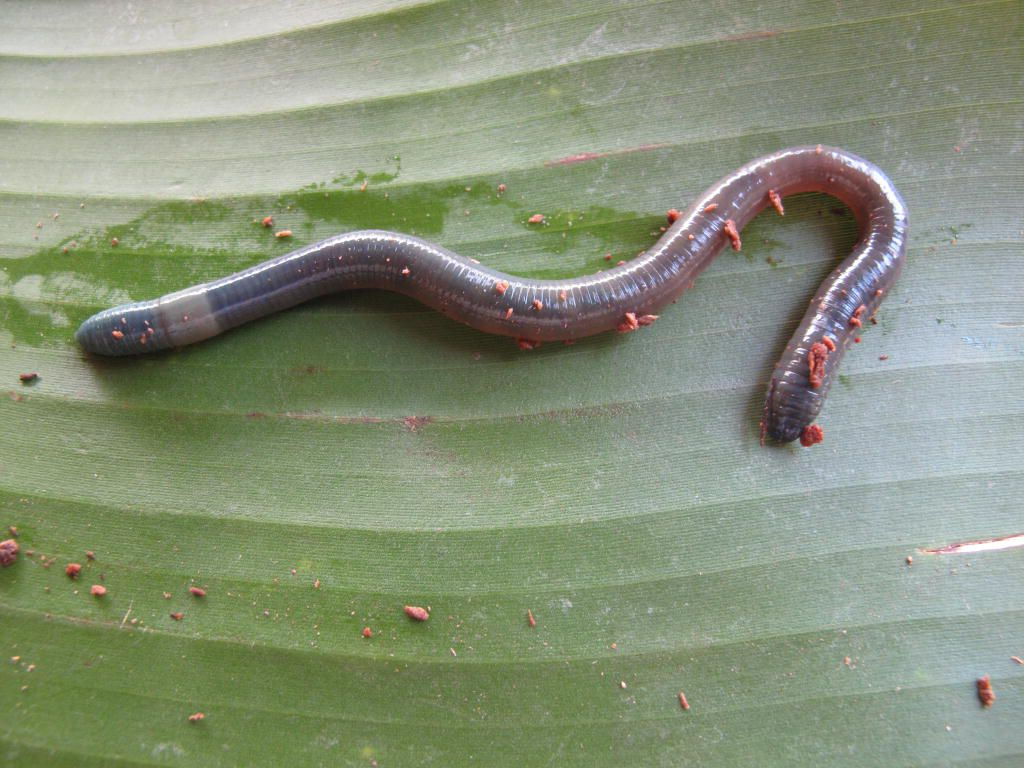
Eutrigaster azul (Crassiclitellata)
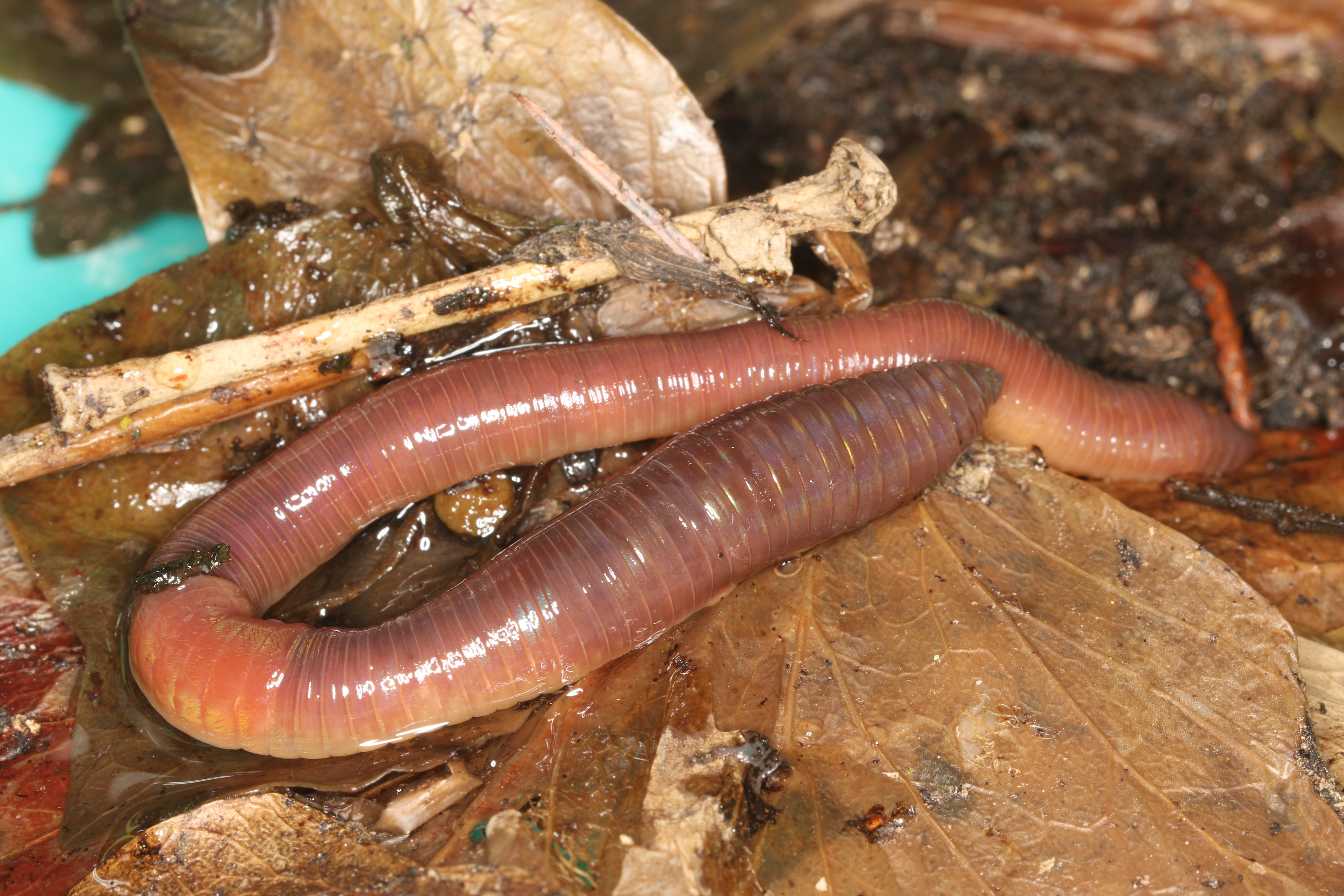
Lumbricus terrestris (Haplotaxida)
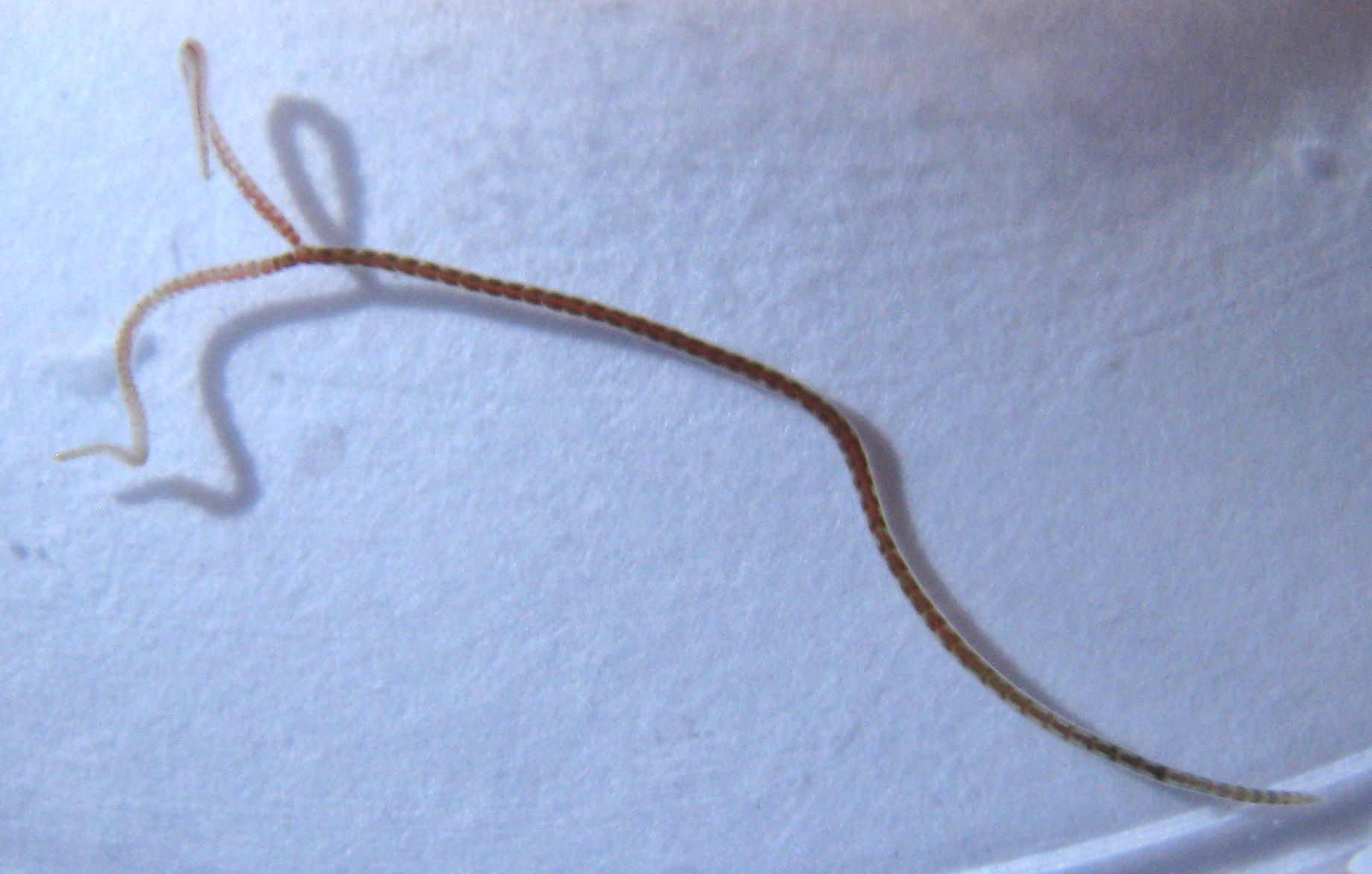
Lumbriculus variegatus (Lumbriculida)

## Taxonomie
Attention, ne pas confondre cette sous-classe d'annélides avec le genre végétal « Oligochaeta (DC.) K. Koch » de la famille des Asteraceae.

## Publication originale
- Grube, 1850 : Die Familien der Anneliden. Archiv für Naturgeschichte, vol. 16, n. 1, pp. 249-364 (texte intégral) (de).